# ボスニア・ヘルツェゴビナの地方行政区画
ボスニア・ヘルツェゴビナの地方行政区画（ボスニア・ヘルツェゴビナのちほうぎょうせいくかく、ボスニア語: Administrativna podjela Bosne i Hercegovine）は、大きく3つに分けられている。
|                              | 首都                                                | 人口(2013年) | 面積(km2) | 人口密度(人/km2) |
| ---------------------------- | --------------------------------------------------- | ------------ | --------- | ---------------- |
| ボスニア・ヘルツェゴビナ連邦 | サラエボ                                            | 2,371,603    | 26,110    | 90.83            |
| スルプスカ共和国             | バニャ・ルカ(事実上) イストチノ・サラエヴォ(名目上) | 1,326,991    | 24,526    | 54.10            |
| ブルチコ行政区               | ブルチコ                                            | 93,028       | 493       | 188.69           |

## 概要

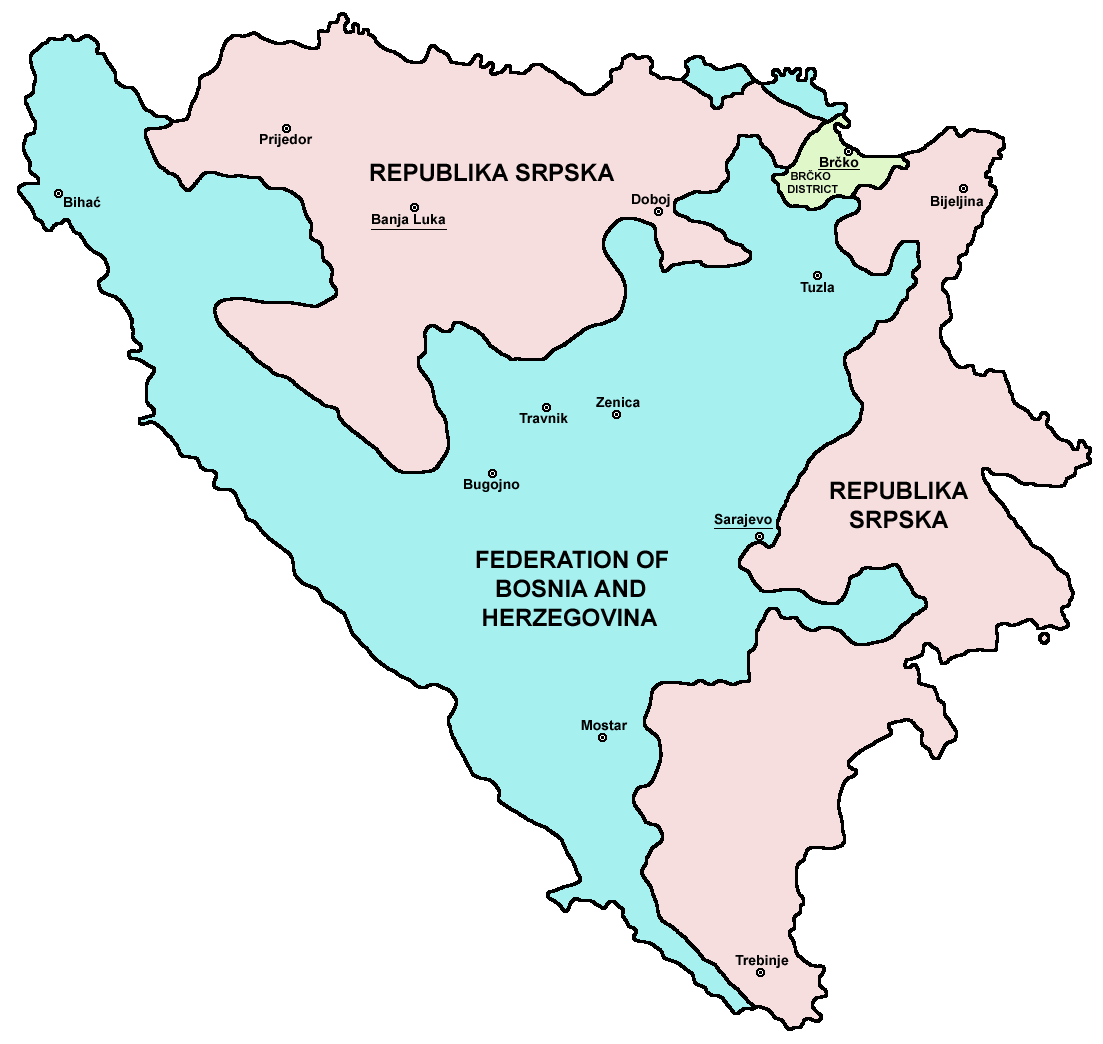
ボスニア・ヘルツェゴビナの地図

デイトン合意成立後、ボスニア・ヘルツェゴビナ共和国には公式に2つの構成体（エンティティ）が設置された。そのうちの一方であるボスニア・ヘルツェゴビナ連邦はボシュニャク人（ボスニア人、“ムスリム人”とも呼ばれた）およびクロアチア人が中心であり、他方のスルプスカ共和国はセルビア人が中心の構成体である。それぞれおよそ国土の半分程度を占めている。現在、ボスニア・ヘルツェゴビナ共和国の3つの主要民族が対等、平等の権利を持つことが保障されている。
2つの構成体ボスニア・ヘルツェゴビナ連邦、およびスルプスカ共和国はそれぞれの領域の内部の政治に関する機能を担っている。2者はそれぞれ独自の行政府を持ち、独自の国旗および国章、大統領、議会、警察、関税、郵便システムを持っている。それぞれの構成体の警察は国家警察の監督下におかれている。2007年現在、ボスニア・ヘルツェゴビナの国軍は統合されているが、2005年まではそれぞれの構成体が軍を有していた。
両構成体の境界は地形によらず、政治的合意によって決められた。この境界は、それぞれの民族分布や内戦時の勢力分布に基づいている。各構成体の設置検問所などの実際の国境施設は存在せず、両構成体の間は自由に往復できる。

### ブルチコ行政区
北東部の都市ブルチコはブルチコ行政区に属している。ブルチコ行政区はボスニア・ヘルツェゴビナにおける「第3の構成体」となっており、公式にはスルプスカ共和国およびボスニア・ヘルツェゴビナ連邦の双方に属していることになっている。現在、この行政区は国際的監視の下に置かれている。

### 下位行政区画
ボスニア・ヘルツェゴビナ連邦はその下に10個の県があり、それぞれ独自の行政府を持っている。県の下には基礎自治体が置かれている。
一方、スルプスカ共和国には県がなく、スルプスカ共和国の下に直接、基礎自治体がおかれている。スルプスカ共和国における「地方」は、第一級行政区画であるが、行政権を持たない。
- 各構成体の第一級行政区画一覧

| 県→ボスニア・ヘルツェゴビナ連邦 地方→スルプスカ共和国 | 行政都             | 人口(2013年) | 面積(km2) | 人口密度(人/km2) |
| ----------------------------------------------------- | ------------------ | ------------ | --------- | ---------------- |
| ウナ＝サナ県                                          | ビハチ             | 299,343      | 4,125     | 72.56            |
| ポサヴィナ県                                          | オラシエ           | 48,089       | 324       | 148.42           |
| トゥズラ県                                            | トゥズラ           | 477,278      | 2,649     | 180.17           |
| ゼニツァ＝ドボイ県                                    | ゼニツァ           | 385,067      | 3,343     | 115.18           |
| ボスニア＝ポドリニェ県                                | ゴラジュデ         | 25,336       | 504       | 50.26            |
| 中央ボスニア県                                        | トラヴニク         | 273,149      | 3,189     | 85.65            |
| ヘルツェゴビナ＝ネレトヴァ県                          | モスタル           | 236,278      | 4,401     | 53.68            |
| 西ヘルツェゴビナ県                                    | シロキ・ブリイェグ | 97,893       | 1,362     | 71.87            |
| サラエヴォ県                                          | サラエボ           | 438,443      | 1,276     | 343.60           |
| 第十県                                                | リヴノ             | 90,727       | 4,934     | 18.38            |
| バニャ・ルカ地方                                      | バニャ・ルカ       | 437,079      | 9,824     | 44.49            |
| ドボイ地方                                            | ドボイ             | 226,523      | 2,423     | 93.48            |
| ビイェリナ地方                                        | ビイェリナ         | 298,255      | 1,042     | 286.23           |
| ヴラセニツァ地方                                      | ズヴォルニク       | 88,099       | 2,239     | 39.34            |
| サラエヴォ＝ロマニヤ地方                              | ソコラツ           | 80,413       | 2,412     | 33.33            |
| フォチャ地方                                          | フォチャ           | 44,022       | 3,005     | 14.64            |
| トレビニェ地方                                        | トレビニェ         | 66,925       | 3,753     | 17.83            |

ブルチコ行政区は、下に第一級行政区画に当たるものはない。
「地方」(スルプスカ共和国)は、前述したとおり第一級行政区画であるが、行政権を持たずその下の第二級行政区画に当たる基礎自治体が事実上の第一級になる。

## 変革の試み
国際社会の仲裁によって合意が成立したものの、これは内戦時の各勢力の思惑を完全に反映したものではないため、現在のこの枠組みに関してはさまざまな意見が存在する。一般的に、ボスニア・ヘルツェゴビナで多数派であるボシュニャク人は各構成体の力を弱めて国家の統一、中央集権化への希望が強いといわれている。それに対してセルビア人の間には、スルプスカ共和国をボスニア･ヘルツェゴビナから切り離し、独立や隣国セルビアとの合併を求める声が強い。また、クロアチア人の間には、ボスニア・ヘルツェゴビナ連邦からクロアチア人の地区を切り離し、クロアチア人による構成体の設置を求める声が強い。ボスニア・ヘルツェゴビナでは現在も、そうした各民族勢力の声を抑えながら、合意に従って慎重に国家運営が進められている。